# Yavuztaş
Yavuztaş (kurdisch: Taru) ist ein  Dorf im Landkreis Yayladere der türkischen Provinz Bingöl. Yavuztaş ist ein Bergdorf auf den Hängen des Sülbüs Dağı in Ostanatolien. Es liegt auf 1.790 m über dem Meeresspiegel. Die Entfernung zur Kreisstadt Yayladere beträgt 5 km.
Der ursprüngliche Name lautete Taru. In osmanischen Dokumenten des 16. Jahrhunderts wurde Taru als nichtmuslimisch gekennzeichnet. Der Name Taru ist nach wie vor im Grundbuch verzeichnet und wurde auch bei den Volkszählungen 1970 und 1980 als Alternativbezeichnung verwendet.
1970 lebten in Yavuztaş 324 Einwohner. Aus wirtschaftlichen Gründen verließen in den 1970er Jahren zahlreiche Bewohner das Dorf. 1980 lebten dort 168 Menschen und 1991 waren es noch 85. In den Jahren 1997 und 2000 war das Dorf unbewohnt. Die Ortschaft hatte im Jahre 2010 wieder 19 Einwohner.